# Ліндстром (Міннесота)
Ліндстром (англ. Lindstrom) — місто (англ. city) в США, в окрузі Чисаго штату Міннесота. Населення — 4888 осіб (2020).

## Географія
Ліндстром розташований за координатами 45°24′17″ пн. ш. 92°51′54″ зх. д. / 45.40472° пн. ш. 92.86500° зх. д. (45.404614, -92.865083).  За даними Бюро перепису населення США в 2010 році місто мало площу 9,56 км², з яких 9,33 км² — суходіл та 0,23 км² — водойми.

## Демографія
Згідно з переписом 2010 року, у місті мешкали 4442 особи в 1774 домогосподарствах у складі 1265 родин. Густота населення становила 465 осіб/км².  Було 1943 помешкання (203/км²).
Расовий склад населення:
| - 97,0 % — білих - 0,6 % — азіатів - 0,4 % — чорних або афроамериканців - 0,2 % — корінних американців |

До двох чи більше рас належало 1,4 %. Частка іспаномовних становила 1,2 % від усіх жителів.
За віковим діапазоном населення розподілялося таким чином: 25,8 % — особи молодші 18 років, 58,0 % — особи у віці 18—64 років, 16,2 % — особи у віці 65 років та старші. Медіана віку мешканця становила 39,1 року. На 100 осіб жіночої статі у місті припадало 99,5 чоловіків;  на 100 жінок у віці від 18 років та старших — 97,4 чоловіків також старших 18 років.
Середній дохід на одне домашнє господарство  становив 69 056 доларів США (медіана — 60 839), а середній дохід на одну сім'ю — 82 766 доларів (медіана — 75 536). Медіана доходів становила 61 042 долари для чоловіків та 46 128 доларів для жінок. За межею бідності перебувало 6,3 % осіб, у тому числі 4,5 % дітей у віці до 18 років та 7,9 % осіб у віці 65 років та старших.
Цивільне працевлаштоване населення становило 2137 осіб. Основні галузі зайнятості: освіта, охорона здоров'я та соціальна допомога — 31,9 %, виробництво — 15,7 %, роздрібна торгівля — 10,6 %, науковці, спеціалісти, менеджери — 8,1 %.